# Xicotepec
Xicotepec là một đô thị thuộc bang Puebla, México. Năm 2005, dân số của đô thị này là 71454 người.